# 加納 (肯塔基州諾特縣)
加納（英語：Garner）是位於美國肯塔基州諾特縣的一個非建制地區。

## 地理
加納所處的海拔為高於海平面392米（即1286英呎），而該地所採用的時區為UTC-5，即北美東部時區（EST）。同時該地設有夏令時間，為UTC-5調快一小時，即UTC-4（EDT）。